# Olympische Jugend-Sommerspiele 2014/Teilnehmer (Georgien)
| Gelbes Symbol für Goldmedaillen mit stilisierten Olympischen Ringen | Graues Symbol für Silbermedaillen mit stilisierten Olympischen Ringen | Braundes Symbol für Bronzemedaillen mit stilisierten Olympischen Ringen |
| ------------------------------------------------------------------- | --------------------------------------------------------------------- | ----------------------------------------------------------------------- |
| —                                                                   | 2                                                                     | 1                                                                       |

Die Jugend-Olympiamannschaft aus Georgien für die II. Olympischen Jugend-Sommerspiele vom 16. bis 28. August 2014 in Nanjing (Volksrepublik China) bestand aus zwölf Athleten.

## Athleten nach Sportarten

### Boxen
Jungen
- Giorgi Kharabadze
Weltergewicht: 5. Platz

### Fechten
Jungen
- Nika Shengelia
Säbel Einzel: 7. Platz
Mixed: 7. Platz (im Team Europa 3)

### Judo
| Mädchen - Mariam Janashvili Klasse bis 52 kg: 5. Platz Mixed: 9. Platz (im Team Kano) | Jungen - Tamazi Kirakozashvili Klasse bis 81 kg: Silber Mixed: 5. Platz (im Team Nevzorov) |

### Leichtathletik
| Mädchen - Mari Dzagnidze Weitsprung: 7. Platz 8 × 100 m Mixed: 37. Platz | Jungen - Goga Maglakelidze Dreisprung: 7. Platz 8 × 100 m Mixed: 8. Platz - Giorgi Mudscharidse Kugelstoßen: 10. Platz 8 × 100 m Mixed: 14. Platz - Giorgi Oniani Hammerwurf: 13. Platz 8 × 100 m Mixed: 39. Platz |

### Ringen
Jungen
- Iveriko Julakidze
Freistil bis 63 kg: Bronze
- Meki Simonia
Freistil bis 76 kg: Silber

### Schwimmen
Jungen
- Akaki Vashakidze
200 m Schmetterling: 14. Platz

### Trampolinturnen
Mädchen
- Teona Janjgava
Einzel: 10. Platz